# Orkoraptor burkei
Orkoraptor burkei es la única especie conocida del género extinto Orkoraptor (chon. "ladrón del río dentado") de dinosaurios terópodo megarraptoriano que vivió a finales del período Cretácico, hace aproximadamente entre 76 y 70 millones de años, durante el campaniense y maastrichtiense, en lo que hoy es Sudamérica.

## Descripción
Orkoraptor midió aproximadamente de 6 a 7 metros de longitud. Orkoraptor era un terópodo de tamaño mediano. En 2010, Gregory S. Paul estimó su longitud como 6 metros y su masa como 500 kilogramos. En 2016, Molina-Pérez y Larramendi dieron una estimación más alta de 8,4 metros y 1,4 toneladas para la muestra de holotipo. El holotipo, MPM-Pv 3457 fue excavado en 2001 y consiste en un postorbital derecho, un cuadratoyugal derecho, un coronoide derecho probable, ocho dientes aislados, el intercentro del atlas y su neurofófisis derecha, dos vértebras caudales proximales, la mitad proximal de la tibia derecha, ocho costillas fragmentarias y tres cheurones incompletos. Inicialmente se creía que era un celurosauriano debido al proceso anterior hacia arriba del postorbital, así como a los dientes especializados que no están aserrados en el lado mesial, frontal y tienen una sección transversal en forma de 8, similar a los dromeosáuridos y compsognátidos. Sin embargo, muchas otras características contradicen las de estas familias y otros celurosaurianos, por lo que sus descriptores originales no pudieron asignarlo de manera concluyente a ninguna familia específica. Ellos notaron su similitud con un terópodo patagónico no descrito entonces ahora conocido como Murusraptor. Análisis más recientes han explicado que estos rasgos similares a los celurosaurios también están presentes en algunos megaraptoranos. Por ejemplo, el postorbital de Orkoraptor es casi idéntico al de Aerosteon y el Megaraptor juvenil descrito en 2014 tiene dientes similares a los de Orkoraptor. El postorbital es casi idéntico a de Aerosteon, otro miembro de la familia Neovenatoridae que también tenía pleurocoelos caudales próximos.

## Descubrimiento e investigación
El nombre Orkoraptor significa "ladrón del río dentado", y se deriva del Aoniken "Orr-Korr", nombre local para el Río La Leona, situado cerca del lugar del descubrimiento. El nombre de la especie es en honor de Coleman Burke, un paleontólogo aficionado que apoyó la expedición que recolectó los fósiles originales.
Todos los especímenes conocidos de Orkoraptor fueron recolectados en la Formación Pari Aike, la cual es considerada como la sección media de la Formación Mata Amarilla. Esta fue identificada con una edad del Maastrichtiense, y por lo tanto era el megaraptórido más reciente, pero su edad fue revaluada del Cenomaniense al Santoniense. La sección media de la Formación Mata Amarilla, en la que se descubrió a Orkoraptor, contiene una capa de toba volcánica que ha sido datada en 96.2 ± 0.7 millones de años, durante el Cenomaniense. Al haber sido hallado en la Formación de Pari Aike del sur de Patagonia Argentina, es uno de los dinosaurios carnívoros más meridionales de Sudamérica actualmente se sabe que vivió entre 76-70 millones de años debido a los restos encontrados en la formación cerro fortaleza en la provincia de santa cruz, Argentina.

## Clasificación
Se lo conoce por restos fósiles incompletos, que incluyen partes del cráneo, dientes, vértebras caudales, y una tibia parcial. Los distintivos dientes tienen semejanza con los de los deinonicosaurios y compsognátidos. Este y otros rasgos anatómicos llevan a los autores que lo describieron, a proponer que era un celurosauriano maniraptoriano más avanzado que los tiranosáuridos. En una investigación realizada en 2009 por Benson, Carrano y Brusatte, incluyeron a Orkoraptor como un alosauroide dentro de la familia Neovenatoridae, en el clado más avanzado Megaraptora, un clado que incluye varios otros terópodos enigmáticos medianos a grandes, que han sido considerados miembros de Allosauroidea y Tyrannosauroidea Los árboles filogenéticos en la publicación de Gualicho shinyae han descubierto que los megarraptoranos son alosauroides o celurosaurios basales.

### Filogenia
El siguiente cladograma sigue el análisis de Coria y Currie de 2016.
|  | Fukuiraptor     |
|  |                 |
|  | Australovenator |
|  |                 |

|  | Megaraptor  |
|  |             |
|  | Murusraptor |
|  |             |
|  | Aerosteon   |
|  |             |
|  | Orkoraptor  |
|  |             |

|  | Fukuiraptor     |
|  |                 |
|  | Australovenator |
|  |                 |

|  | Megaraptor  |
|  |             |
|  | Murusraptor |
|  |             |
|  | Aerosteon   |
|  |             |
|  | Orkoraptor  |
|  |             |

|  | Fukuiraptor     |
|  |                 |
|  | Australovenator |
|  |                 |

|  | Megaraptor  |
|  |             |
|  | Murusraptor |
|  |             |
|  | Aerosteon   |
|  |             |
|  | Orkoraptor  |
|  |             |

|  | Fukuiraptor     |
|  |                 |
|  | Australovenator |
|  |                 |

|  | Megaraptor  |
|  |             |
|  | Murusraptor |
|  |             |
|  | Aerosteon   |
|  |             |
|  | Orkoraptor  |
|  |             |

|  | Fukuiraptor     |
|  |                 |
|  | Australovenator |
|  |                 |

|  | Megaraptor  |
|  |             |
|  | Murusraptor |
|  |             |
|  | Aerosteon   |
|  |             |
|  | Orkoraptor  |
|  |             |

|  | Fukuiraptor     |
|  |                 |
|  | Australovenator |
|  |                 |

|  | Megaraptor  |
|  |             |
|  | Murusraptor |
|  |             |
|  | Aerosteon   |
|  |             |
|  | Orkoraptor  |
|  |             |

|  | Fukuiraptor     |
|  |                 |
|  | Australovenator |
|  |                 |

|  | Megaraptor  |
|  |             |
|  | Murusraptor |
|  |             |
|  | Aerosteon   |
|  |             |
|  | Orkoraptor  |
|  |             |

|  | Fukuiraptor     |
|  |                 |
|  | Australovenator |
|  |                 |

|  | Megaraptor  |
|  |             |
|  | Murusraptor |
|  |             |
|  | Aerosteon   |
|  |             |
|  | Orkoraptor  |
|  |             |

|  | Fukuiraptor     |
|  |                 |
|  | Australovenator |
|  |                 |

|  | Megaraptor  |
|  |             |
|  | Murusraptor |
|  |             |
|  | Aerosteon   |
|  |             |
|  | Orkoraptor  |
|  |             |

|  | Fukuiraptor     |
|  |                 |
|  | Australovenator |
|  |                 |

|  | Megaraptor  |
|  |             |
|  | Murusraptor |
|  |             |
|  | Aerosteon   |
|  |             |
|  | Orkoraptor  |
|  |             |

|  | Fukuiraptor     |
|  |                 |
|  | Australovenator |
|  |                 |

|  | Megaraptor  |
|  |             |
|  | Murusraptor |
|  |             |
|  | Aerosteon   |
|  |             |
|  | Orkoraptor  |
|  |             |

|  | Fukuiraptor     |
|  |                 |
|  | Australovenator |
|  |                 |

|  | Megaraptor  |
|  |             |
|  | Murusraptor |
|  |             |
|  | Aerosteon   |
|  |             |
|  | Orkoraptor  |
|  |             |

|  | Fukuiraptor     |
|  |                 |
|  | Australovenator |
|  |                 |

|  | Megaraptor  |
|  |             |
|  | Murusraptor |
|  |             |
|  | Aerosteon   |
|  |             |
|  | Orkoraptor  |
|  |             |

|  | Fukuiraptor     |
|  |                 |
|  | Australovenator |
|  |                 |

|  | Megaraptor  |
|  |             |
|  | Murusraptor |
|  |             |
|  | Aerosteon   |
|  |             |
|  | Orkoraptor  |
|  |             |

|  | Fukuiraptor     |
|  |                 |
|  | Australovenator |
|  |                 |

|  | Megaraptor  |
|  |             |
|  | Murusraptor |
|  |             |
|  | Aerosteon   |
|  |             |
|  | Orkoraptor  |
|  |             |

|  | Fukuiraptor     |
|  |                 |
|  | Australovenator |
|  |                 |

|  | Megaraptor  |
|  |             |
|  | Murusraptor |
|  |             |
|  | Aerosteon   |
|  |             |
|  | Orkoraptor  |
|  |             |